# Rawtenstall
Rawtenstall – miasto w Wielkiej Brytanii, w Anglii, w regionie North West England, w hrabstwie Lancashire. W 2001 r. miasto to zamieszkiwało 22000 osób.